# Ponapéijsvogel
De ponapéijsvogel (Todiramphus reichenbachii) is een vogel uit de familie Alcedinidae (ijsvogels). Deze soort wordt soms nog beschouwd als ondersoort van de guamijsvogel (T.  cinnamominus). Deze vogel is genoemd naar de Duitse natuuronderzoeker Heinrich Gottlieb Ludwig Reichenbach.

## Verspreiding en leefgebied
Deze soort komt voor op het eiland Pohnpei (tot 1990 Ponapé) in Micronesië.

## Status
De grootte van de populatie is in 2014 geschat op 10.000-20.000 volwassen vogels en aangenomen wordt dat dit aantal sterk achteruit gaat. Op de Rode lijst van de IUCN heeft deze soort daarom de status kwetsbaar.